# Bendroflumetiazida
Bendroflumetiazida es el nombre del principio activo de un medicamento antihipertensivo del grupo de las tiazidas.

## Indicaciones
La bendroflumetiazida es utilizado en medicina humana para la terapia de la hipertensión arterial y para reducir la formación de edema.

## Contraindicaciones
Enfermedad de Addison, hipokalemia refractaria, hiponatremia.

## Farmacología
En la hipertensión arterial la bendroflumetiazida se utiliza a dosis de 2,5 mg diarios hasta un máximo de 5 mg diarios. Para el control del edema se suele administrar a dosis de 5 mg diarios hasta una dosis máxima de 40 mg diarios.

## Farmacodinámica
Como diurético, la bendroflumetiazida favorece la eliminzación de líquido en exceso en la circulación sanguínea por medio de una reducción del cloruro de sodio circulante.

## Efectos adversos
Algunos de los efectos secundarios más frecuentemente reportados con la administración de la bendroflumetiazida son trastornos gastrointestinales como el vómito, hipotensión, hiponatremia, dolor de cabeza, gota articular, fiebre, fatiga, pancreatitis, ras dermatológico, vértigo, náusea y trastornos electrolíticos incluyendo hiperuricemia, hipercalcemia, hipoglicemia, hipomagnesemia, hiperuricemia.